# Maysville (Oklahoma)
Maysville es un pueblo ubicado en el condado de Garvin en el estado estadounidense de Oklahoma. En el año 2010 tenía una población de 1232 habitantes y una densidad poblacional de 821,33 personas por km².

## Geografía
Maysville se encuentra ubicado en las coordenadas 34°49′3″N 97°24′37″O / 34.81750, -97.41028 (34.817489, -97.410162).

## Demografía
Según la Oficina del Censo en 2000 los ingresos medios por hogar en la localidad eran de $25,921 y los ingresos medios por familia eran $31,369. Los hombres tenían unos ingresos medios de $28,194 frente a los $18,438 para las mujeres. La renta per cápita para la localidad era de $12,449. Alrededor del 21.6% de la población estaban por debajo del umbral de pobreza.